# Swiss League
Swiss League är den näst högsta ishockeyligan i Schweiz. Säsongen 2009/2010 bestod ligan av tio lag.
Vinnarna i den här ligan spelar en bäst av sju-serie mot det sämst placerade laget i National League och, om de vinner, flyttas de upp till National League, medan National League-laget degraderas till Swiss League.

## Lag säsongen 2018/2019
| Lag                  | Ort               | Hemmaarena             | Kapacitet |
| -------------------- | ----------------- | ---------------------- | --------- |
| HC Ajoie             | Porrentruy        | Patinoire du Voyeboeuf | 4 200     |
| HC La Chaux-de-Fonds | La Chaux-de-Fonds | Patinoire des Mélèzes  | 7 200     |
| SC Langenthal        | Langenthal        | Eishalle Schoren       | 4 320     |
| GCK Lions            | Küsnacht          | KEK Küsnacht           | 2 800     |
| EHC Olten            | Olten             | Eisbahn Kleinholz      | 6 500     |
| EHC Kloten           | Kloten            | SWISS Arena            | 7 624     |
| HCB Ticino Rockets   | Biasca            | Raiffeisen BiascArena  | 3 800     |
| Hockey Thurgau       | Weinfelden        | Güttingersreuti        | 3 100     |
| EHC Visp             | Visp              | Litterna-Halle         | 4 300     |
| EHC Winterthur       | Winterthur        | Eishalle Deutweg       | 2 496     |
| EVZ Academy          | Zug               | Academy Arena          | 1 500     |